# 下村博文
下村博文（1954年5月23日—），日本政治家，自由民主黨黨員。

## 生平
出身於群馬縣高崎市（舊群馬郡倉淵村）。1996年至今連續當選9屆眾議院議員。在自民黨內屬於清和政策研究會（細田派）。
歷任內閣官房副長官、文部科學大臣政務官、法務大臣政務官等政府職務，和自民黨副幹事長、國會對策副委員長、廣報局次長、新聞局次長、議院運營委員會理事等黨職。
2012年首次入閣，被任命為第二次安倍內閣的文部科學大臣，2015年10月7日卸任。2013年至2015年兼任奧運及帕運大臣。

## 政策理念
- 加強對漫畫、動畫、遊戲、動畫的規管，向國會提出青少年健全育成基本法案、兒童色情禁止法修正案。
- 推進非法下載刑事罰化。
- 主張強制隨軍慰安婦並不存在，應該廢除河野談話。

## 外部連結
- 博文放送局／眾議院議員 下村博文官方網站

| 官衔              | 官衔                                             | 官衔            |
| ----------------- | ------------------------------------------------ | --------------- |
| 前任： 田中真紀子 | 文部科學大臣 2012年—2015年                       | 繼任： 馳浩     |
| 前任： 長勢甚遠   | 內閣官房副長官 （政務擔當·眾議院） 2006年—2007年 | 繼任： 大野松茂 |
| 前任： 中川義雄   | 法務大臣政務官 2002年                            | 繼任： 中野清   |
| 議會席位          |                                                  |                 |
| 前任： 七條明     | 眾議院法務委員長 2007年—2008年                   | 繼任： 山本幸三 |